# 17076 Betti
17076 Betti (1999 HO) là một tiểu hành tinh vành đai chính được phát hiện ngày 18 tháng 4 năm 1999 bởi P. G. Comba ở Prescott.